# إلياس السينوبي
إلياس السينوبي هو إلياس بن إبراهيم السينوبي وشهرته السينوبي، مفسر تركي وعالم بعلم الكلام، من فقهاء الحنفية وأعلام الماتريدية. تفقه وتأدب وصنف بالعربية، ولد في سينوب (مرفأ على البحر الأسود في تركيا) وأقام في بروسة، مدرساً في مدرستها (السلطانية) وتوفي بها سنة 891هـ / 1486م.

## مؤلفاته
له عدة مؤلفات منها:
- كتاب شرح الفقه الأكبر لأبي حنيفة في علم الكلام.
- حاشية على شرح المقاصد للتفتازاني في أوقاف بغداد.
- شرح عروض الأندلس.
- رسالة في تفسير بعض الآيات.